# رشک (فیلم ۱۹۴۵)
«رشک» (انگلیسی: Jealousy) فیلمی در ژانر درام است که در سال ۱۹۴۵ منتشر شد.